# Treffen am Ossiacher See
Treffen am Ossiacher See , také Treffen na Ossiašském jezeře nebo Treffen u Villachu je městys v okrese Villach-venkov ve spolkové zemi Korutany.

## Geografie

### Poloha
Obec leží ve Villašském údolíu, část na břehu Ossiašského jezera (Ossiacher See), asi 8 kilometrů severně od Villachu. Na severu dosahuje její zastavěná část až ke Gerlitzenu, jihozápadně až po Krastal, ke "Kochpirkachu" a k Oswaldibergu.

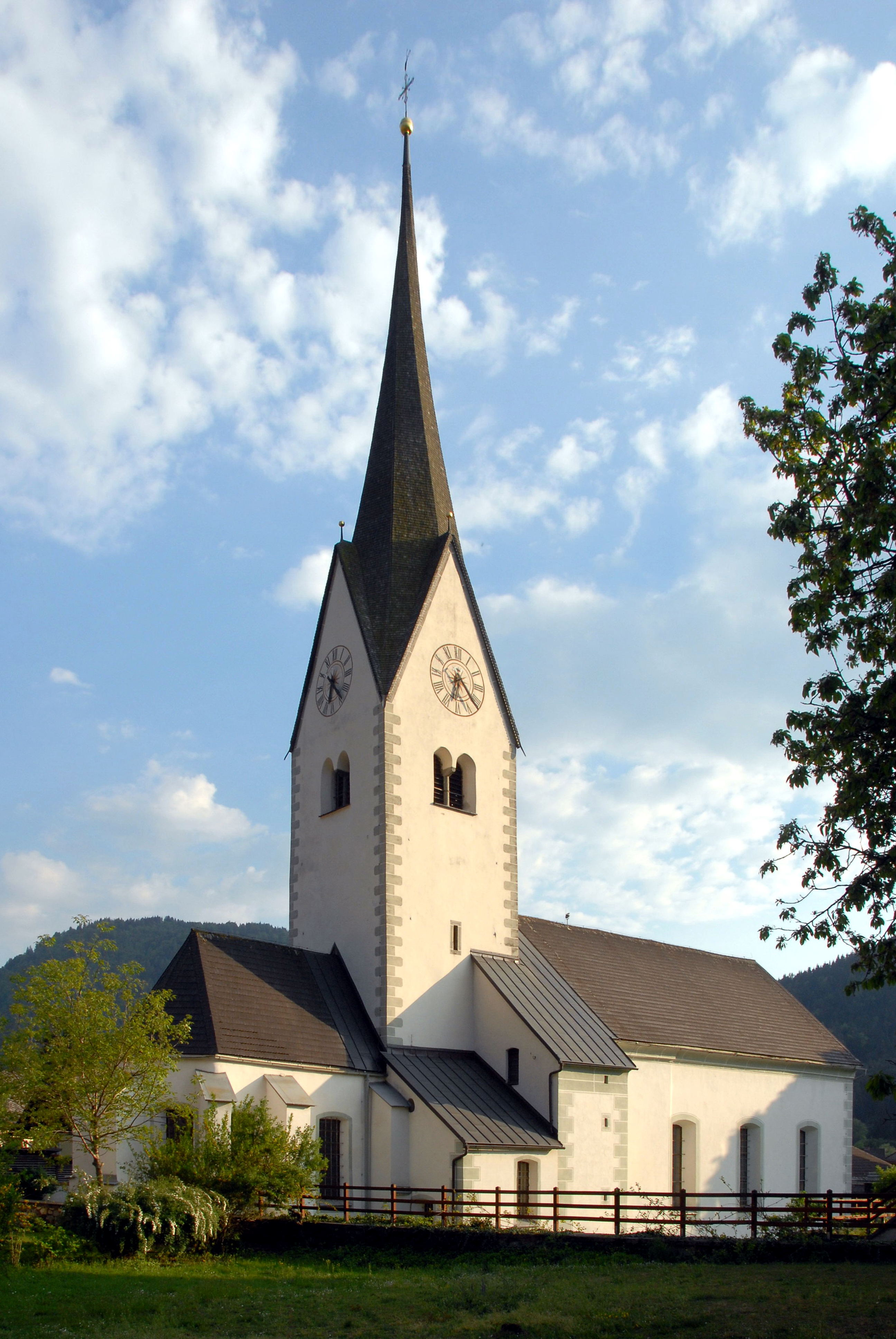
Katolický farní kostel svatého Maxmiliána

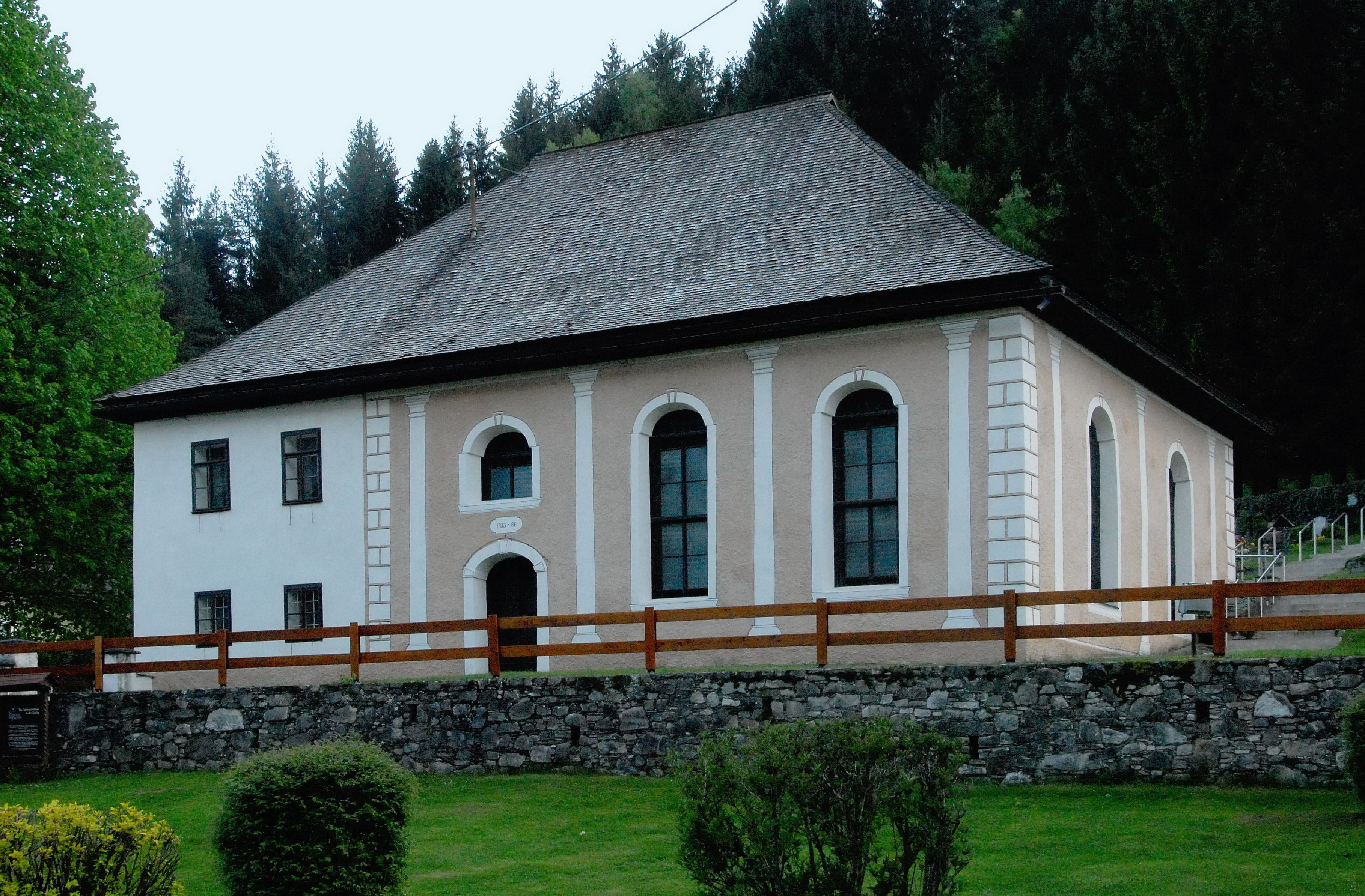
Toleranční modlitebna

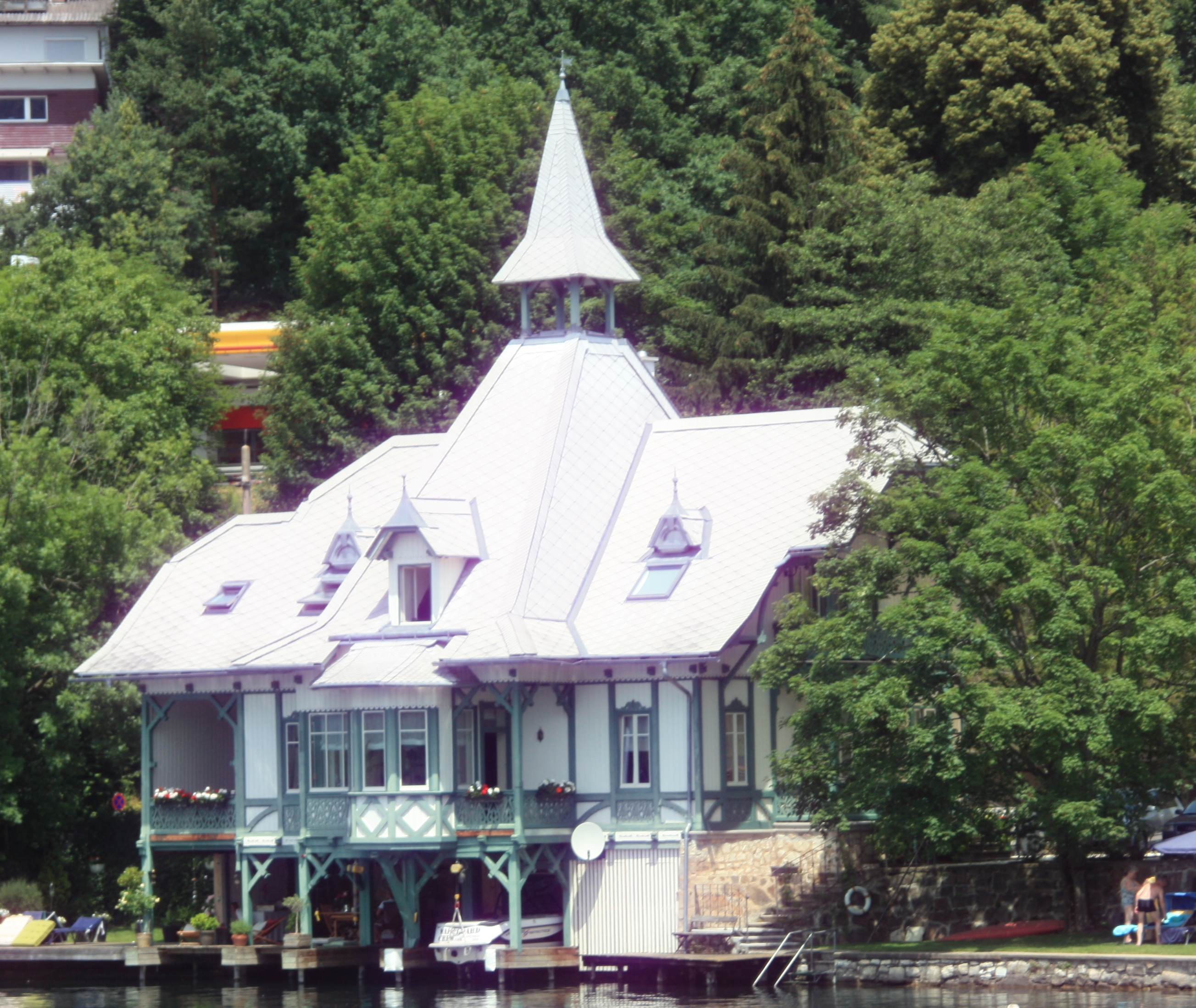
Vila v Annenheimu na břehu jezera

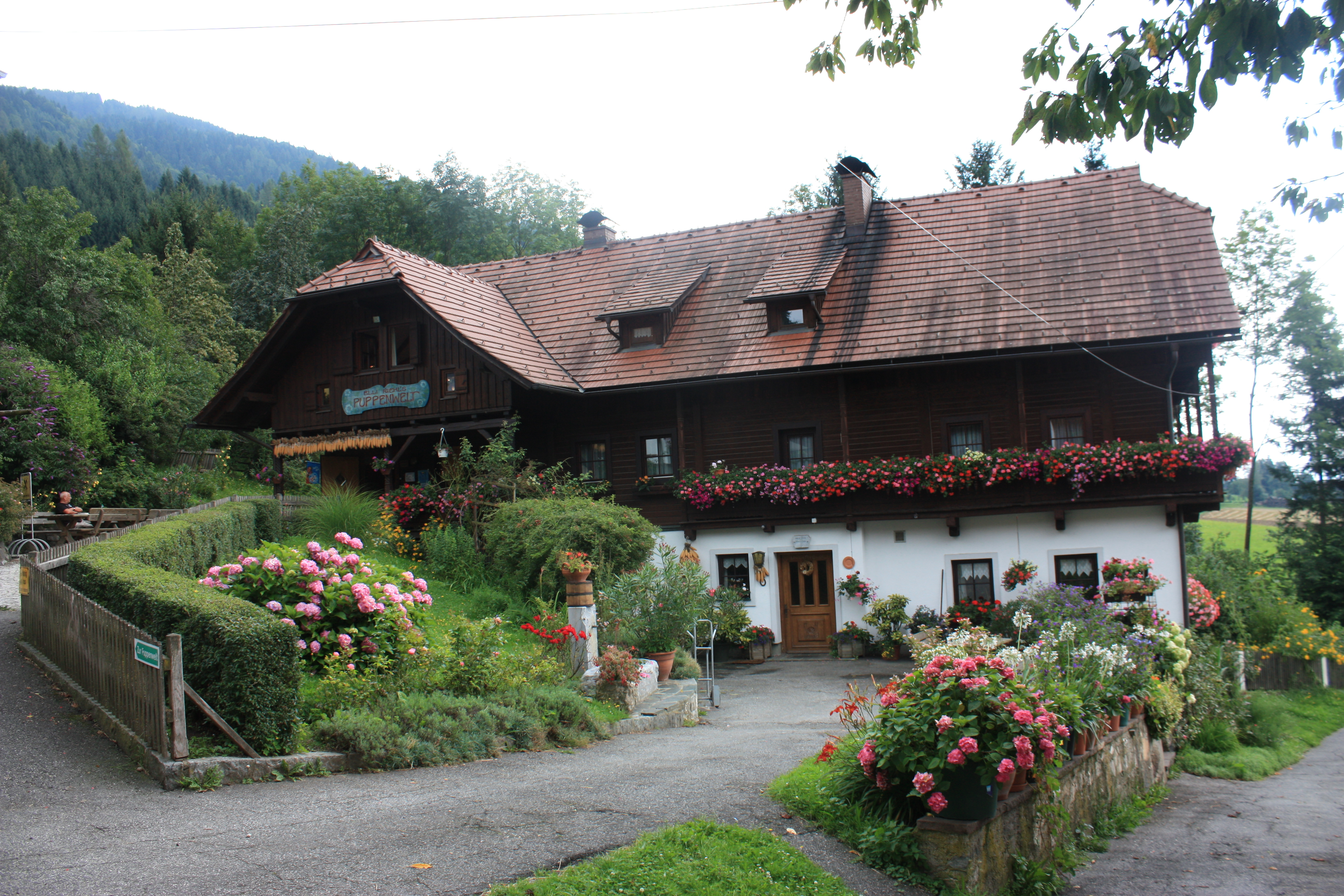
Muzeum loutek Elli Riehlové

### Členění obce
Obec sestává ze sedmi katastrálních území:
- Buchholz
- Ossiachberg
- Sattendorf
- Töbring
- Treffen
- Verditz
- Winklern

V obci je sdruženo 25 osad. V závorkách je uveden počet obyvatel v roce 2001:
- Annenheim (561)
- Äußere Einöde (206)
- Buchholz (111)
- Deutschberg (82)
- Eichholz (6)
- Görtschach (118)
- Innere Einöde (33)
- Köttwein (387)
- Kanzelhöhe (27)
- Kras (126)
- Lötschenberg (50)
- Niederdorf (118)
- Oberdorf (40)
- Ossiachberg (34)
- Pölling (32)
- Retzen (19)
- Sattendorf (177)
- Schloß Treffen (48)
- Seespitz (217)
- Stöcklweingarten (358)
- Töbring (371)
- Treffen (815)
- Tschlein (0)
- Verditz (191)
- Winklern (152)

### Sousední obce
- Arriach na severu
- Steindorf am Ossiacher See na východě
- Ossiach jihovýchodně
- Villach jižně
- Weißenstein (Drautal) jihozápadně
- Fresach západně
- Afritz am See severozápadně

## Historie
Nálezy z roku 500 před naším letopočtem ukazují na časné osídlení u Görtschach a v Krastalu. Kolem roku 45 našeho letopočtu zúdolí osídlili Římané, kteří již tehdy těžili bílý krastalský mramor v okolí Krastalu, Římané mramor používali ke zdění, jejich kamenné desky byly nalezeny vezděné do stavby farního kostela.
Předpokládá se, že v oblasti  obce „Sankt Ruprecht am Moos“ (Svatý Rupřecht v močále), se nacházelo sídliště Santicum. Podle itineráře Antonina Augusta z Akvileje se římští vojáci vraceli přes Plöckenské sedlo (Plöckenpass) a údolí Drávy a po silnici Via Iulia Augusta šli přes „Santicum“ a dále přes Feldkirchen, Sankt Peter am Bichl (milník) a Karnburg do Virna. Později vybudovali obchodní cestu přes údolí kanálu do Tabula Peutingeriana a dále s přechodem přes řeku Drávu. Tak vznikl strategicky důležitý uzel cest.
Po Římanech se tu usídlili Slované, jak vyplývá ze slovanských názvů "Trebina" (setkání) a „Conpolje" (= Feld/pole) pro Pölling.
Název Treffen byl poprvé použitý v listině z roku 860, jíž francký král Ludvík II. Němec (asi 805-876) daroval dvůr v Treffenu  salcburskému arcibiskupovi Adalwinovi († 873). V roce 876 je Treffen uveden v darovací listině krále Karlmanna (asi 830-880), jíž královský majetek převedl na bavorský klášter Ötting stejnou listinou, jakou je nejstarší originální listina Korutan, v níž se nynější Villach nazývá pons Uillah (most Villah). Öttingský klášter dal roku 890 v Treffenu postavit nynější farní kostel svatého Maxmiliána.
Prostřednictvím  Pasovského biskupství náležel Treffen rodu Eppensteinerů, v roce 1163 připadl Patriarchátu z Akvileje.
Obec Treffen se osamostatnila v roce 1850, ale teprve v roce  1984 byla povýšena na městys.

## Obyvatelstvo
Podle sčítání lidu v roce 2001 měla obec Treffen 4279 obyvatel, z toho 95,3 rakouských a 1,8 % německých státních občanů.
K římskokatolickému vyznání se hlásí 51,9% obyvatel města, k evangelické církvi 37,6 % a k Islámu 0,8 %. Bez vyznání je 6.8 % obyvatel. Obec je v Korutanech s nejvyšším podílem evangelíků.

## Památky
- Kostel svatého Maxmiliána je římskokatolický chrám, založený koncem 9. století, v otonské době patřil římskému císaři Jindřichovi II. byl přestavěn v gotickém slohu. Nejstarší částí je kaple sv. archanděla Michaela, s gotickou nástěnnou malbou. Ve fasádě je vezděn zlomek mramorové římské desky s poprsím mladého muže, před kostelem je zlomek římského kazetového stropu.

- Zámek Treffen stojí na úbočí hory Oswaldiberg (vysoké 963 m), je renesanční a byl postaven v polovině 16. století šlechtickou rodinou Liechtensteinů. Při zemětřesení v roce 1690 byl pobořen, ale za rok znovu vybudován.

- Protestantská toleranční modlitebna v Einöde – klasicistní halová stavba, byla postavena po vydání tolerančního patentu císaře Josefa II. na samotě

- Vila s hrázděnou konstrukcí a věžičkou, v Annenheimu na břehu Ossiašského jezera, z 19. století

- Kanzelbahn (kabinová lanovka) z let 1925–1928, spojuje Annenheim v údolí s lyžařskými terény v Gerlitzenu, turistická atrakce, oblíbená v zimě i v létě, ročně ji využije zhruba 450 000 návštěvníků.

- Svět loutek Elli-Riehlové – muzeum více než 700 loutek, které shromáždila korutanská loutkářka ve svém venkovském domě.
- Plizmuseum - muzeum hub, umístěné v selském statku

### Přírodní památky
- Finsterbach – vodopády v Sattendorfu
- Mamutí strom - vysadil jej řídící učitel Ernst Steiner v roce 1900 uprostřed obce Treffen

## Politika
V obecním zastupitelstvu je 23 křesel. Po obecních volbách v roce 2021 je obsadili: SPÖ, BZÖ, ÖVP, FPÖ a v čele stojí starosta Klaus Glanznig (SPÖ).

### Partnerské obce
- Od roku 1995 je  partnerským městem Öhringen v Baden-Württembersku (Německo).
- Přátelské vztahy od roku 1985 mají sbor dobrovolných hasičů Treffenu a Öhringen-Cappelu.

## Osobnosti
- Wolfrad von Treffen († 1181) - zakladatel šlechtického rodu Pánů von Treffen
- Rudolf Kattnigg (1895–1955) - hudební skladatel, narodil se v Töbringu
- Elli Riehl (1902–1977) – loutkářka, zakladatelka muzea loutek ve dvoře ve Winklernu
- Guido Zernatto (1903–1943) - politik a spisovatel, narodil se v Treffenu